# Elecciones estatales de Quintana Roo de 2018
Las elecciones estatales de Quintana Roo de 2018 se llevaron a cabo el domingo 1 de julio de 2018, siendo esta la primera elección local coincidente con una elección federal de acuerdo a la reforma política del 2014 promulgada por el presidente de la República Enrique Peña Nieto y en ellas se renovarán los 11 ayuntamientos del estado, compuestos por un presidente municipal, un síndico y sus regidores, para un periodo de tres años con posibilidad de reelección para el periodo inmediato.

## Resultados
|  | 40.05 % |

|  | 15.01 % |

|  | 12.66 % |

|  | 6.55 % |

|  | 5.68 % |

|  | 4.75 % |

|  | 3.95 % |

|  | 2.99 % |

|  | 2.29 % |

|  | 2.25 % |

|  | 96.23 % |

|  | 3.77 % |

## Felipe Carrillo Puerto

### Isla Mujeres
| Partido/Coalición | Partido/Coalición                                              | Candidato                          | Votos  | Porcentaje |
| ----------------- | -------------------------------------------------------------- | ---------------------------------- | ------ | ---------- |
|                   | "Por Quintana Roo al Frente" (PAN, PRD y Movimiento Ciudadano) | José Faustino Uicab Alcocer        | 2371   | 18.66%     |
|                   | Partido Revolucionario Institucional                           | Juan Luis Carrillo Soberanis Hecho | 5570   | 43.85%     |
|                   | Nueva Alianza                                                  | Rossana Concepcion Martinez Cen    | 85     | 0.67%      |
|                   | "Juntos Haremos Historia" (MORENA, PT)                         | Edgar Humberto Gasca Arceo         | 3862   | 30.40%     |
|                   | Partido Encuentro Social                                       | Julio César Osorio Magaña          | 401    | 3.16%      |
|                   | Votos No Registrados                                           | Votos No Registrados               | 3      | 0.02%      |
|                   | Votos Nulos                                                    | Votos Nulos                        | 411    | 3.24%      |
| Total             | Total                                                          | Total                              | 12,703 | 100%       |

### José María Morelos
| Partido/Coalición | Partido/Coalición                                              | Candidato                   | Votos  | Porcentaje |
| ----------------- | -------------------------------------------------------------- | --------------------------- | ------ | ---------- |
|                   | "Por Quintana Roo al Frente" (PAN, PRD y Movimiento Ciudadano) | Sofia Alcocer Alcocer Hecho | 7723   | 36.49%     |
|                   | Partido Revolucionario Institucional                           | Rossana Romero Avila        | 5840   | 27.60%     |
|                   | Nueva Alianza                                                  | Erik Noe Borges Yam         | 4451   | 21.03%     |
|                   | "Juntos Haremos Historia" (MORENA, PT)                         | José Domingo Flota Castillo | 1845   | 8.72%      |
|                   | Partido Encuentro Social                                       | Marta Eugenia Canul Tut     | 482    | 2.28%      |
|                   | Votos No Registrados                                           | Votos No Registrados        | 20     | 0.09%      |
|                   | Votos Nulos                                                    | Votos Nulos                 | 802    | 3.79%      |
| Total             | Total                                                          | Total                       | 21,163 | 100%       |

### Lázaro Cárdenas
| Partido/Coalición | Partido/Coalición                                              | Candidato                           | Votos  | Porcentaje |
| ----------------- | -------------------------------------------------------------- | ----------------------------------- | ------ | ---------- |
|                   | "Por Quintana Roo al Frente" (PAN, PRD y Movimiento Ciudadano) | María Trinidad García Arguelles     | 3082   | 19.74%     |
|                   | MORENA                                                         | Alma Margarita Lomas Alvarez        | 1158   | 7.42%      |
|                   | Partido del Trabajo                                            | Josué Nivardo Mena Villanueva Hecho | 7754   | 49.63%     |
|                   | "Coalición por Quintana Roo" (PRI, PVEM, PANAL)                | María Elena Ruiz Molina             | 1481   | 9.48%      |
|                   | Partido Encuentro Social                                       | Fabiola Ileana Cervera Vidal        | 1522   | 9.75%      |
|                   | Votos No Registrados                                           | Votos No Registrados                | 16     | 0.10%      |
|                   | Votos Nulos                                                    | Votos Nulos                         | 606    | 3.88%      |
| Total             | Total                                                          | Total                               | 15,616 | 100%       |

### Othón P. Blanco
|  | 22.81 % |

|  | 21.81 % |

|  | 44.75 % |

|  | 6.70 % |

|  | 8.11 % |

|  | 0.03 % |

|  | 3.99 % |

|  | 100 % |

### Solidaridad
|  | 35.13 % |

|  | 17.92 % |

|  | 38.10 % |

|  | 5.18 % |

|  | 0.09 % |

|  | 3.59 % |

|  | 100 % |

### Tulum
| Partido/Coalición | Partido/Coalición                                              | Candidato                    | Votos  | Porcentaje |
| ----------------- | -------------------------------------------------------------- | ---------------------------- | ------ | ---------- |
|                   | "Por Quintana Roo al Frente" (PAN, PRD y Movimiento Ciudadano) | Victor Mas Tah Hecho         | 8852   | 43.46%     |
|                   | "Coalición por Quintana Roo" (PRI, PVEM y PANAL)               | Marciano Dzul Caamal         | 7832   | 38.46%     |
|                   | "Juntos Haremos Historia" (MORENA-PT)                          | Eloisa Balam Mazum           | 2580   | 12.67%     |
|                   | Partido Encuentro Social                                       | Wendy Petronila Ruiz Aguilar | 1259   | 3.20%      |
|                   | No registrados                                                 | No registrados               | 7      | 0.03%      |
|                   | Nulos                                                          | Nulos                        | 860    | 4.22%      |
| Total             | Total                                                          | Total                        | 20,366 | 100%       |